# BMW Z8
Pour un article plus général, voir BMW Série Z.
Pour les articles homonymes, voir BMW (homonymie) et Z8.
La BMW Z8 (BMW E52) est une voiture de sport GT roadster BMW Série Z du constructeur automobile allemand BMW. Présentée au salon de l'automobile de Francfort 1999, elle est commercialisée à 5 703 exemplaires de 2000 à 2003, dont 555 unités de version BMW Alpina Roadster V8.

## Histoire
Le chef-designer BMW Chris Bangle conçoit le concept halo car BMW Z07 en 1997, pour succéder à la BMW Z3 de 1989 (de la gamme BMW Série Z) avec un design néo-rétro inspiré des précédentes BMW Série 8 I de 1989, et BMW 507 V8 de 1955,,. 

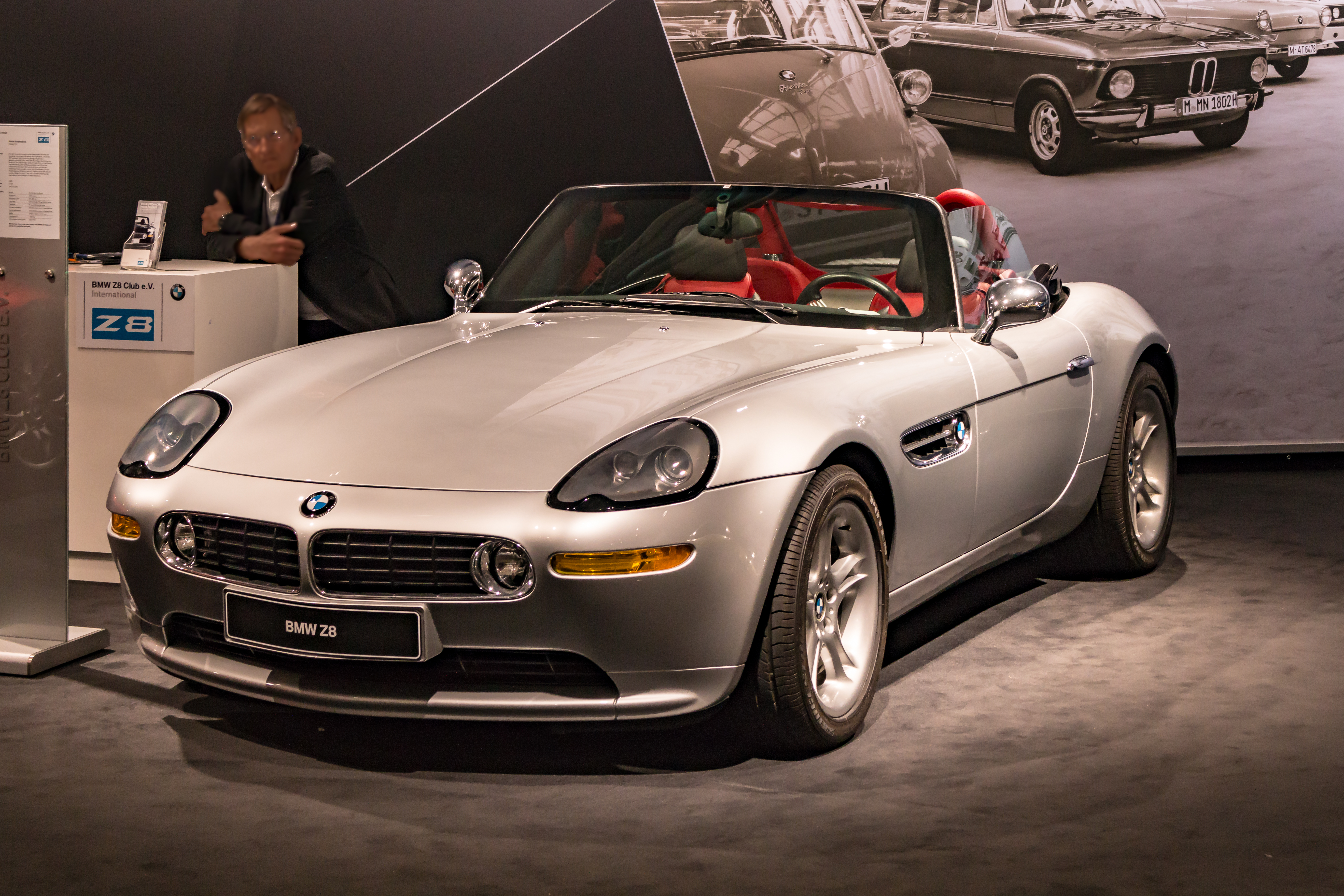
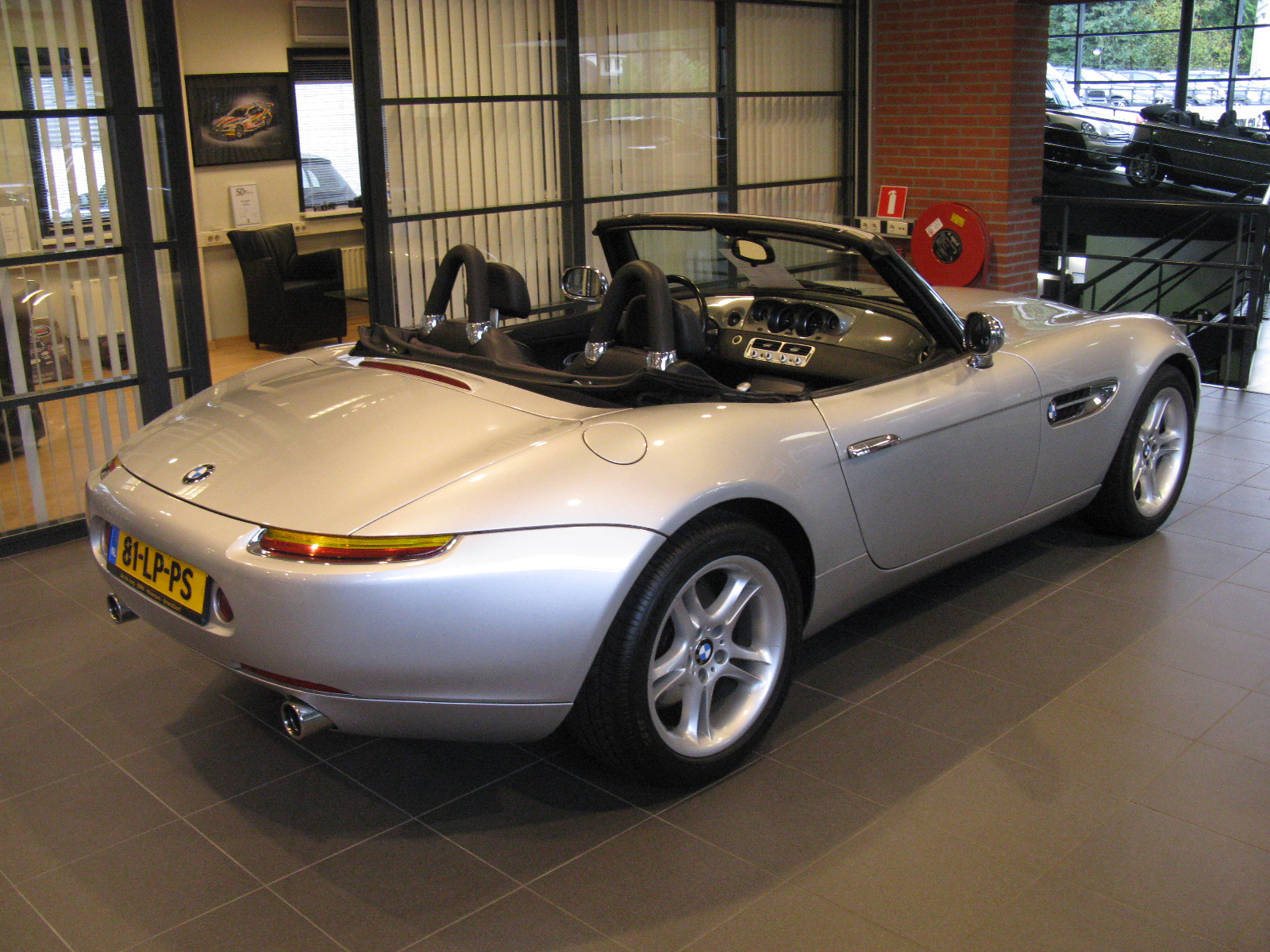

L’extérieur est dessiné par le designer Henrik Fisker (en), et l’intérieur par Scotty Lempert. Chris Bangle en parle en évoquant « à la fois des formes sexy et la musculature d'un animal en mouvement ».

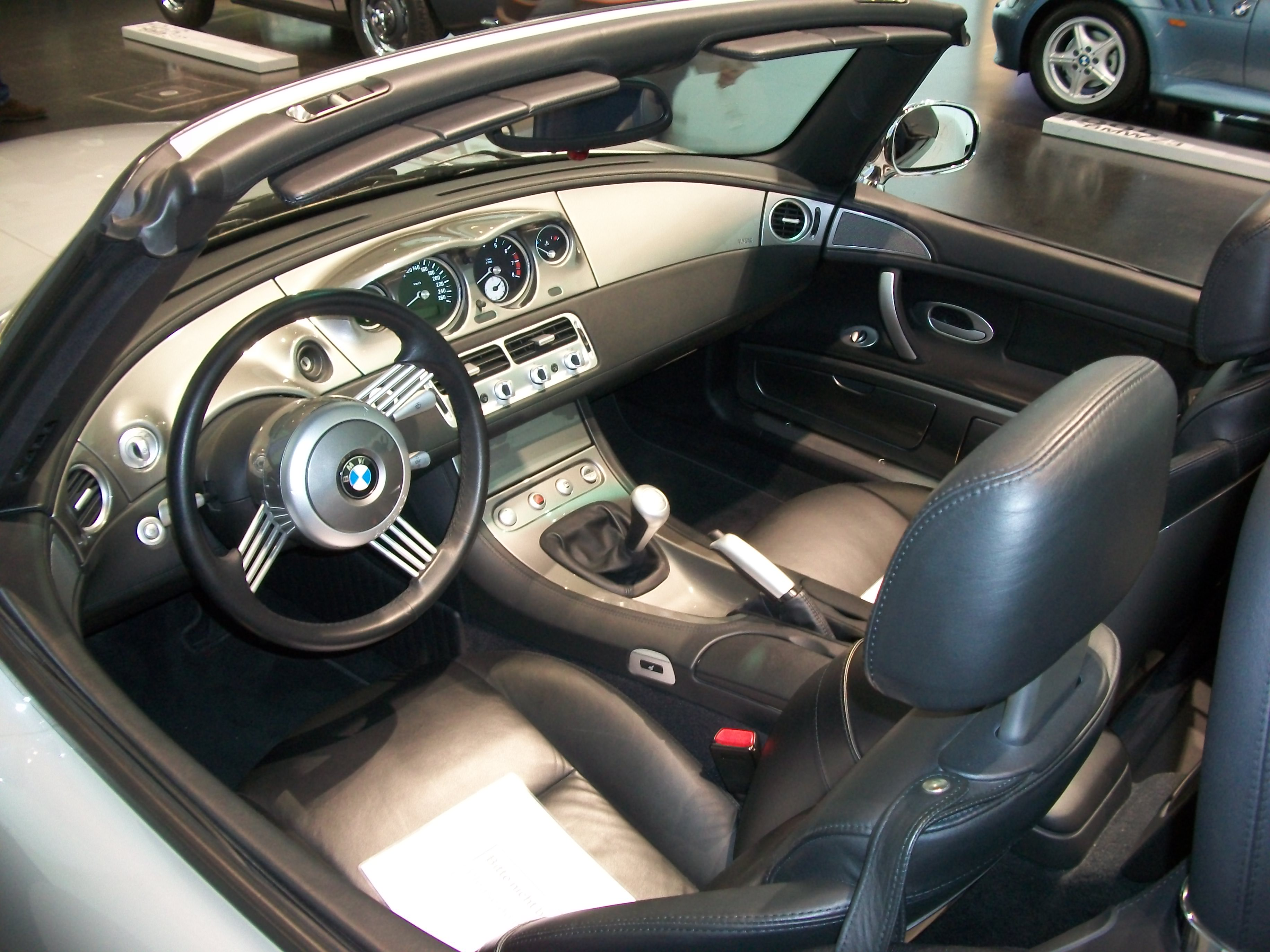
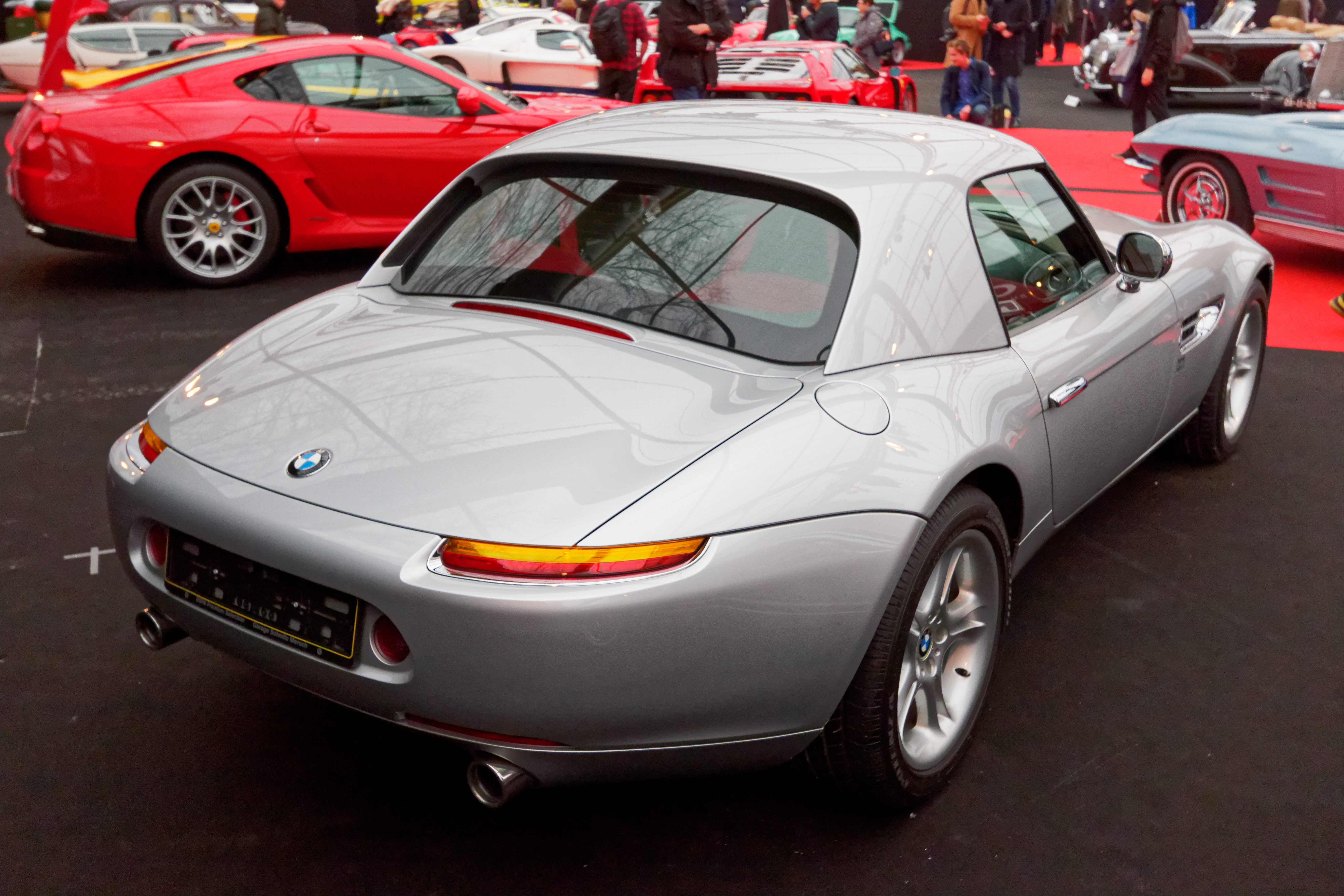

À la suite du succès de la présentation de cette Z07 au salon de Tokyo en 1997, BMW décide de produire en 2000 ce halo car BMW Z8 (très proche du concept car), en série limitée de 5 000 exemplaires, puis finalement à 5 700 unités, au tarif de 820 000 francs français (environ 130 000 €) à titre de modèle de prestige exclusif de la marque.

## Moteur et transmission
Pour animer ce nouveau modèle, BMW choisit d'utiliser le V8 retravaillé par sa division BMW M Motorsport, équipant également la M5 E39. Aucune modification notable n'est apportée au groupe motopropulseur de la M5 pour la Z8. Le V8 de 4,9 L de cylindrée développe une puissance de 400 chevaux à 6 600 tr/min pour 51 mkg de couple à 3 800 tr/min,.

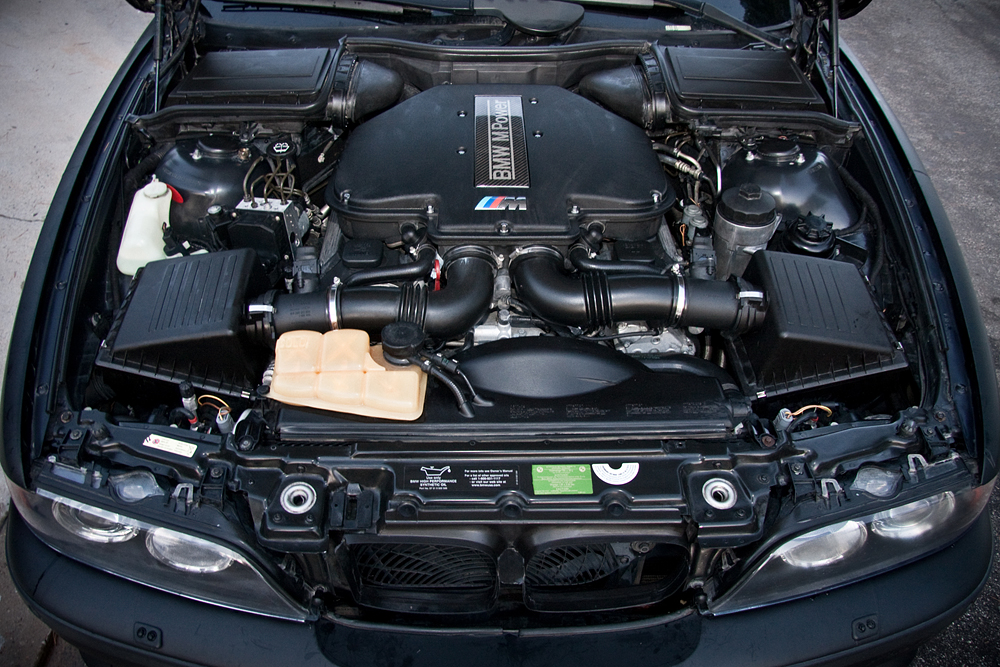
Moteur V8 de BMW M5 (E39)

En ce qui concerne la transmission, les organes mécaniques de la M5 sont également repris pour la Z8. On retrouve donc la boîte de vitesses à six rapports issue de la 540i, avec les mêmes rapports de boîte et associée à une commande manuelle ; la seule différence est le rapport de pont, plus court que celui de la M5, afin de favoriser la vigueur des accélérations, et ce au détriment de la vitesse de pointe. En revanche, la Z8 ne dispose plus d'un pont arrière à différentiel autobloquant, comme c'était le cas pour son aînée, au profit d'un système électronique DSC de contrôle de traction et de trajectoire.

## Châssis

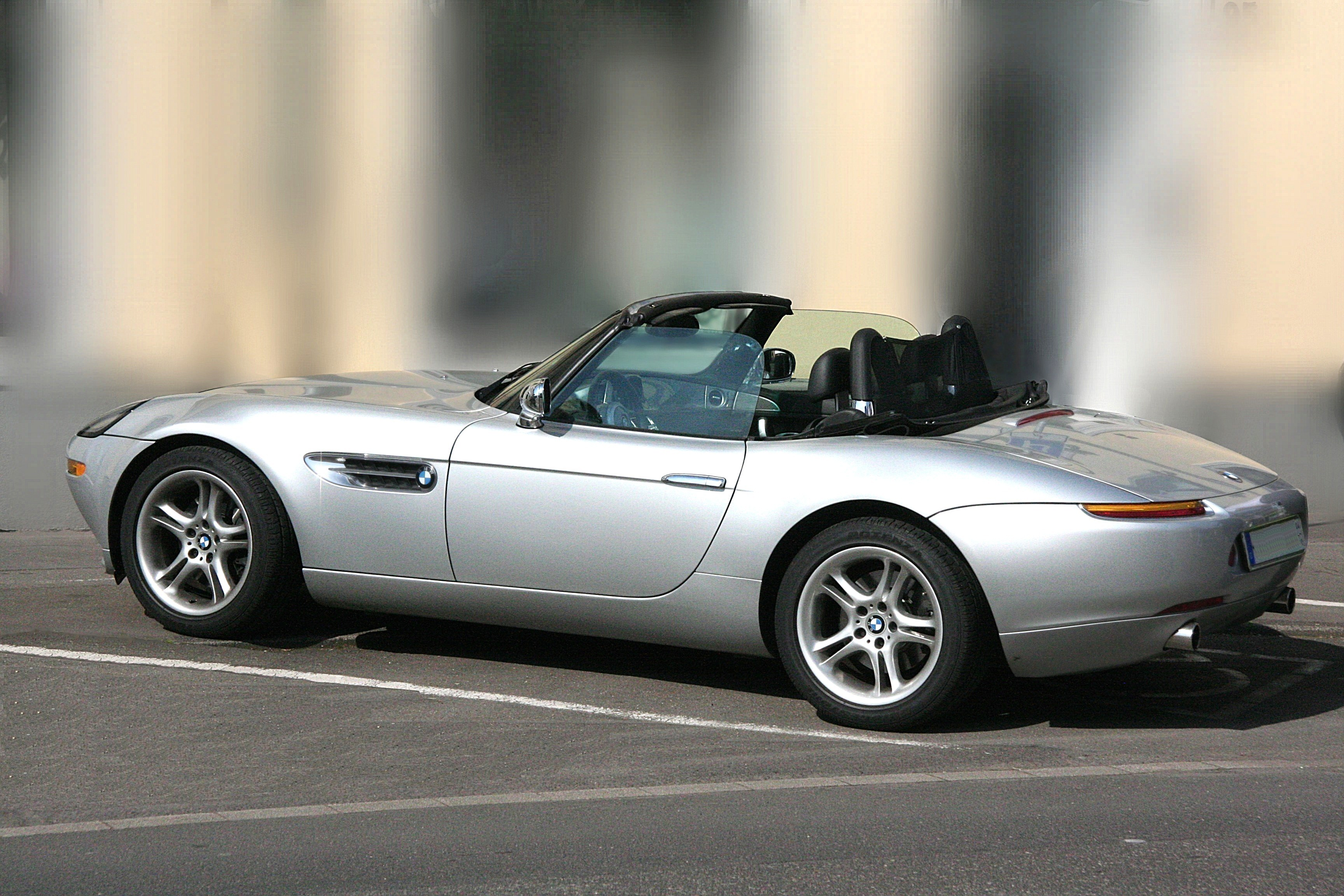

Contrairement à la M5, qui est la dérivée sportive d'une berline de grande série, la Z8 est une création originale et bénéficie donc d'un châssis plus moderne. Celui-ci se compose d'un treillis en aluminium, habillé de tôles, également en aluminium, qui y sont vissées. Cette technique dite « Space Frame » permet au squelette de la Z8 de ne peser que 230 kg.
En ce qui concerne ses liaisons au sol, la Z8 dispose à l'avant de suspensions à jambe et triangle oblique créées pour le modèle. Pour le train arrière, le roadster récupère en revanche l'essieu multibras en provenance de la BMW 750i E38, ainsi que son système de freinage, pourtant moins bien dimensionné que celui de la M5. 

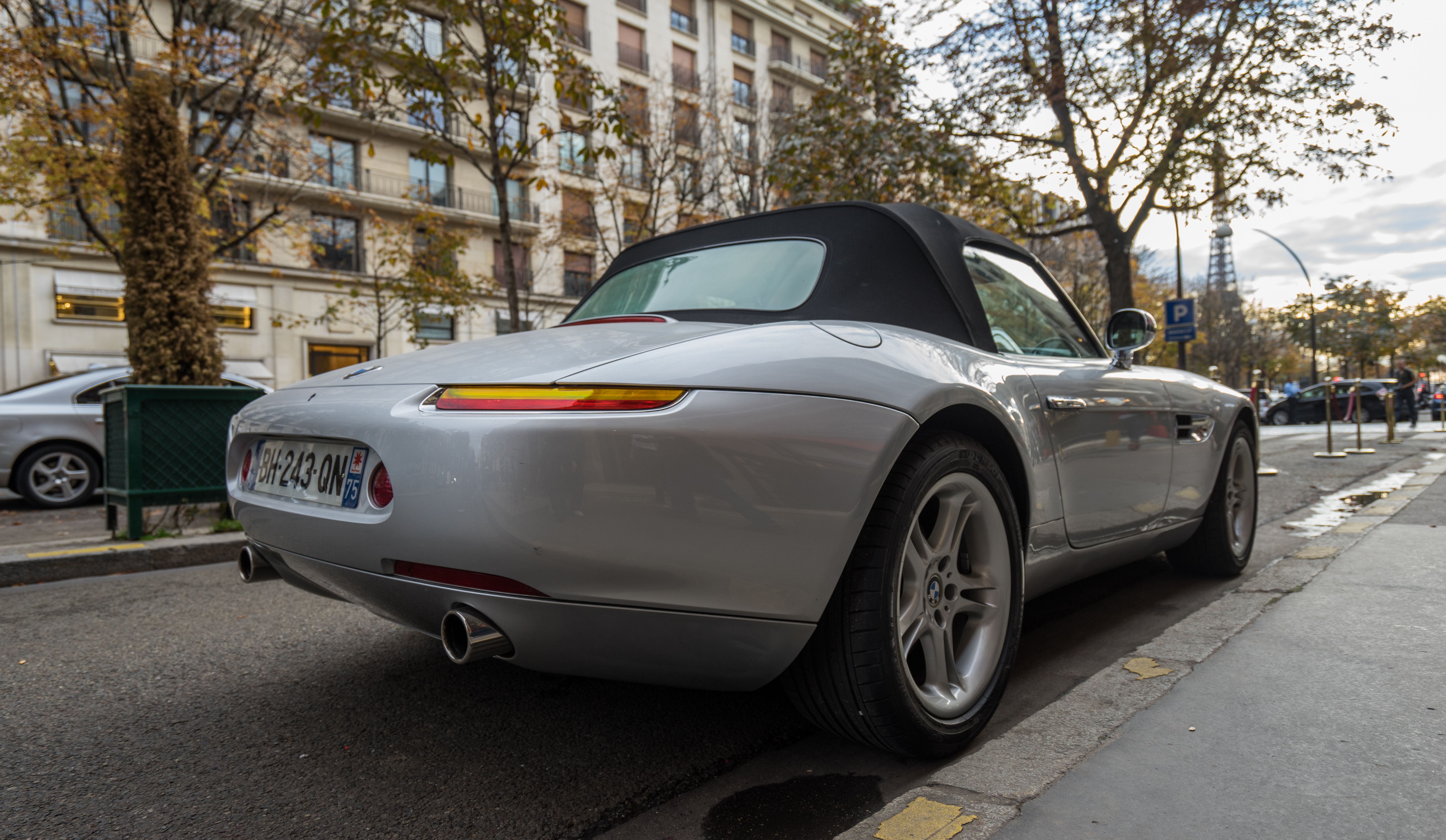

Avec sa structure en aluminium, la Z8 est plus légère de 150 kg que la M5. Stable à grande vitesse, elle dispose d'une adhérence élevée qui permet à son conducteur de hausser le rythme sans risquer de partir à la faute, à condition toutefois de se montrer prudent à la remise des gaz – le contrôle de trajectoire pouvant toutefois rattraper un éventuel décrochage du train arrière.

## Lieu et chiffres de production

### Lieu de production
Les coques ont été produites à Dingolfing et assemblées à la main à Munich en Allemagne.

### Chiffres de production
5 000 exemplaires sont initialement prévus, mais finalement 5 703 exemplaires ont été fabriqués, dont 555 Alpina Roadster V8.
| Modèle             | Spécification EU | Spécification US | Total |
| BMW Z8             | 3055             | 2093             | 5148  |
| Alpina Roadster V8 | 105              | 450              | 555   |
| Total              | 3160             | 2543             | 5703  |

## BMW Alpina Roadster V8
Pour les articles homonymes, voir Alpina.

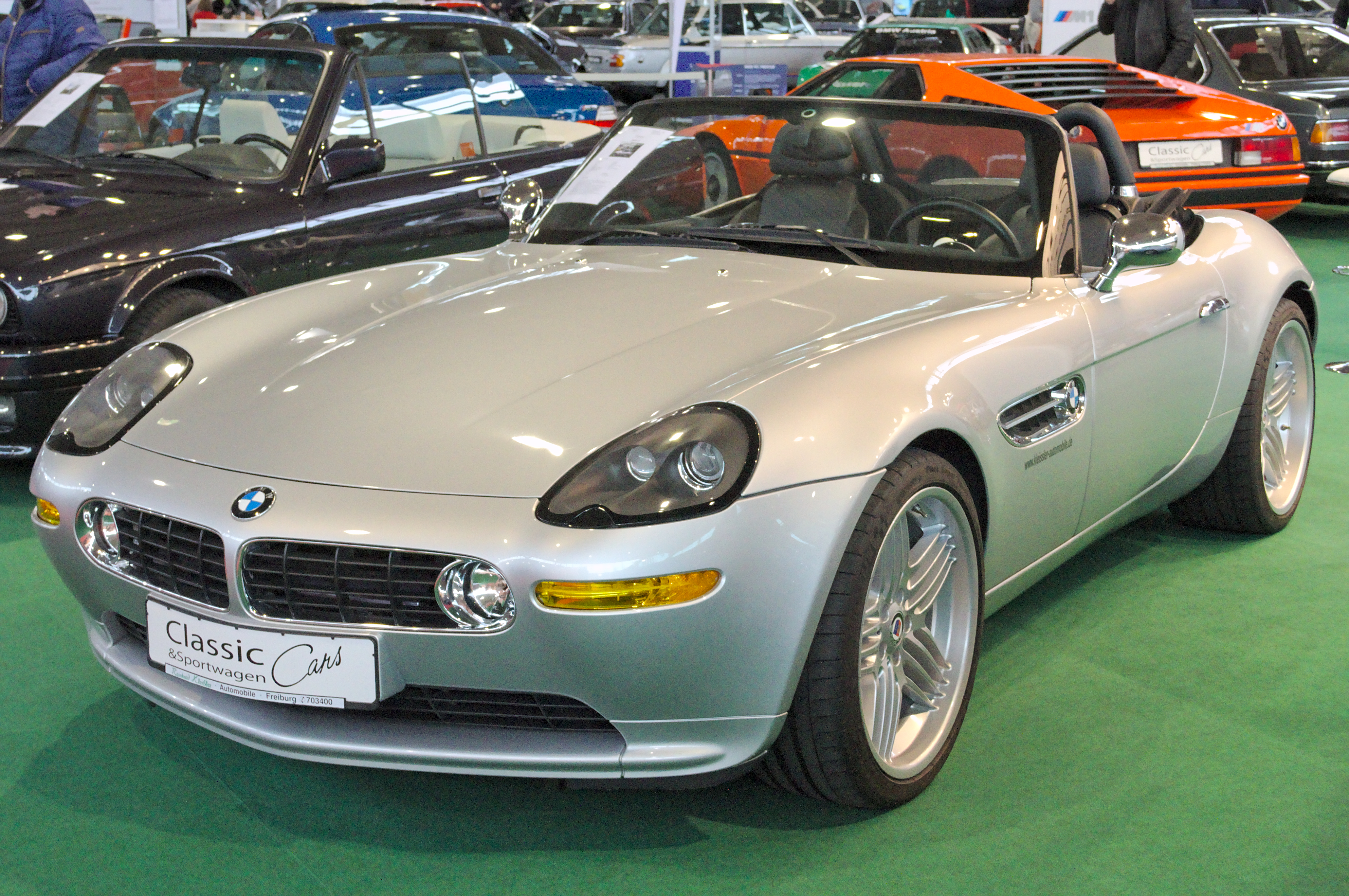
BMW Alpina Roadster V8.

En juin 2002, le constructeur et préparateur allemand Alpina commence la production d’une série limitée de 555 exemplaires de la BMW E52. Si la production de la BMW Z8 pour le marché américain est arrêtée en novembre 2002, la production de la E52 continue avec l’Alpina Roadster V8 jusqu’en octobre 2003. 450 exemplaires de la BMW Alpina Roadster V8 ont été réservés et vendus par BMW aux États-Unis (il s’agit du premier modèle BMW Alpina vendu en Amérique du Nord) et les 105 autres exemplaires ont été vendus par Alpina en Europe et au Japon.
La Roadster V8 est voulue plus orientée grand tourisme que la Z8, avec un plus grand confort et une transmission automatique permettant une conduite plus détendue. La Roadster V8 devait à l’origine être motorisée par le moteur V12 S70 en version Alpina, mais le compartiment moteur était trop petit. Le moteur V8 de la BMW M5 ne convenait pas non plus à une transmission automatique. Issus de l’Alpina B10 V8 S, le moteur V8 M62, délivrant 375 ch et 520 N m de couple, et la boîte automatique à 5 rapports, ont finalement été retenus,. Des amortisseurs plus souples sont utilisés de même que les jantes Alpina Dynamic de 20 pouces, avec des pneus conventionnels, au lieu de pneus run-flat. La vitesse est limitée électroniquement à 260 km/h contre 250 sur la Z8 ; la voiture pourrait être instable au-delà de cette vitesse à cause du manque d’appendices aérodynamiques. Quelques modifications sont apportées à l’intérieur, avec l’utilisation d’un cuir plus souple, des fonds des compteurs centraux bleus, l’ajout d’un compteur indiquant le rapport face au conducteur, l’ajout d’une plaque avec le numéro d’exemplaire et un volant équipé de boutons permettant de changer manuellement de rapport (système Switch-Tronic).
La production se fait en plusieurs étapes. La structure en aluminium est légèrement adaptée pour accueillir la boîte automatique et est produite dans l’usine BMW de Dingolfing. Les moteurs sont fabriqués à la main dans l’usine Alpina à Buchloe. L’assemblage de la carrosserie, du moteur et de la transmission est réalisé dans un atelier dédié de l’usine BMW de Munich. Les voitures presque terminées sont envoyées à Buchloe où sont montés les éléments Alpina et les voitures terminées sont contrôlées et approuvées avant la livraison.
Dans l'émission Top Gear, Jeremy Clarkson considère le comportement de la BMW Z8 comme étant mauvais pour une telle voiture et considère que l’Alpina ne fait pas mieux même si elle est plus orientée grand tourisme. Le Stig noir arrive cependant à réaliser un temps identique à celui d’une Lamborghini Murciélago avec une Alpina sur la piste d’essai de Top Gear.

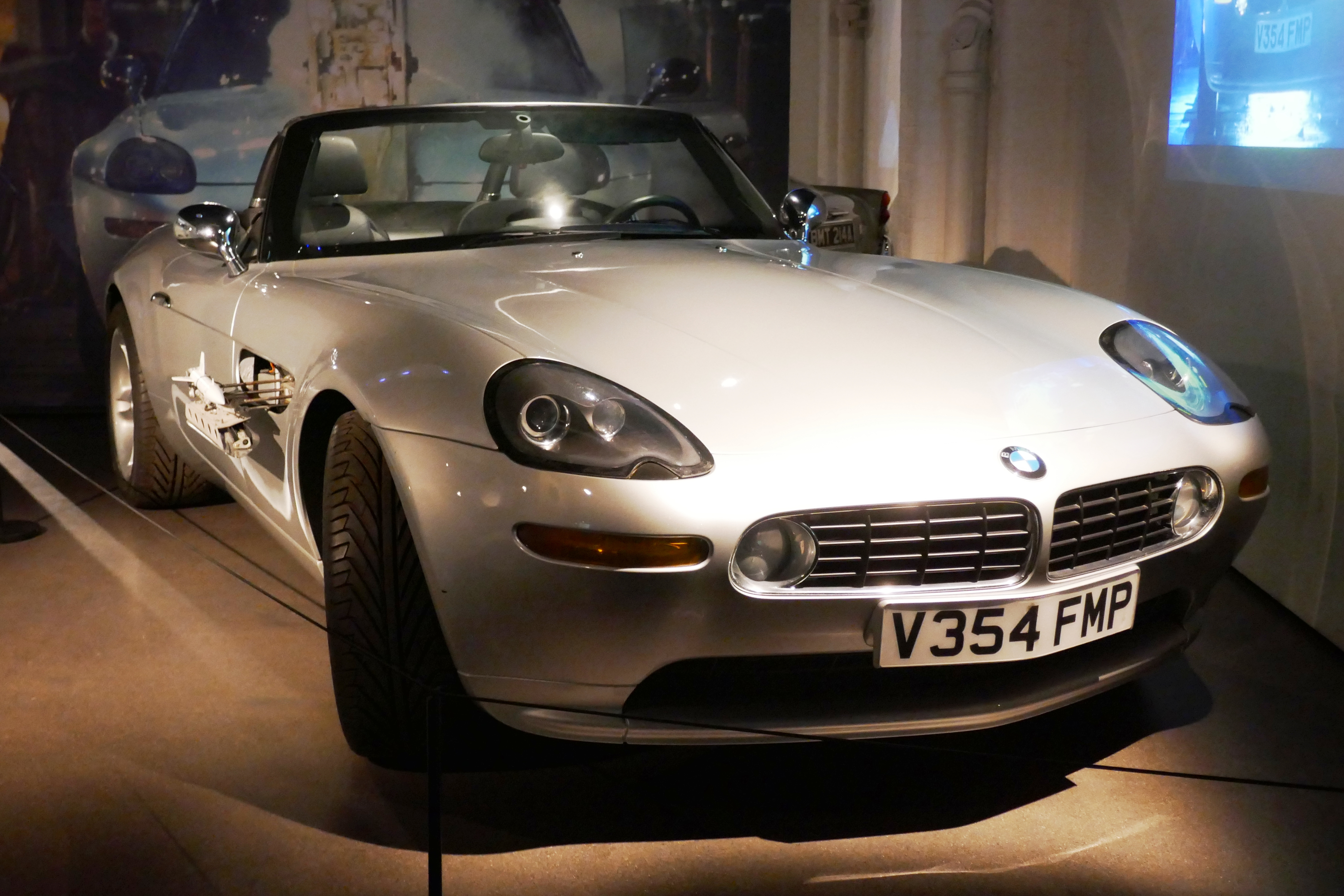
BMW Z8 du film Le monde ne suffit pas, de James Bond, du London Film Museum de Londres

## Au cinéma
- 1999 : Le monde ne suffit pas, de Michael Apted, avec Pierce Brosnan dans le rôle de James Bond (véhicules de James Bond)[19].
- 2006 : Dikkenek, d'Olivier Van Hoofstadt, de manière brève.

N'étant pas encore en production à l'époque du tournage de James Bond, sa Z8 du film est en réalité un kit-car créé à partir d'éléments de carrosserie officiels fournis par BMW assemblés sur un châssis de Dax Cobra.